# Кліщинець
Кліщин́ець, або арум (Arum) — рід трав'янистих рослин родини кліщинцевих (Araceae).

## Габітус
Багаторічна трав'яниста рослина.
Плід — ягода.
Кореневище кліщинцю плямистого (Arum maculatum) отруйне.
Отруйний, при висушуванні отруйні властивості втрачаються. Борошно з висушених коренів кліщинцю плямистого містить до 25 % крохмалю, придатне в їжу. Арумом іноді називають декоративну рослину Zanteschia aethiopica походженням з Південної Африки.
Багаторічні трав'янисті рослини з бульбовидним кореневищем, стріловидними або списовидними листками і одностатевими квітками, зібраними в початок, обгорнений покривалом.
Відомо близько 20 видів, поширених у середній і південній Європі та західній Азії (переважно в лісах).

## Види
В Україні відомі такі види:
- Кліщинець білопокривний, або білокрилий (Arum albispathum)
- Кліщинець Бессера (Arum besseranum)
- Кліщинець видовжений (Arum elongatum)
- Кліщинець італійський (Arum italicum)
- Кліщинець плямистий (Arum maculatum)
- Кліщинець східний (Arum orientale)[1]